# E. Schweizerbart’sche Verlagsbuchhandlung

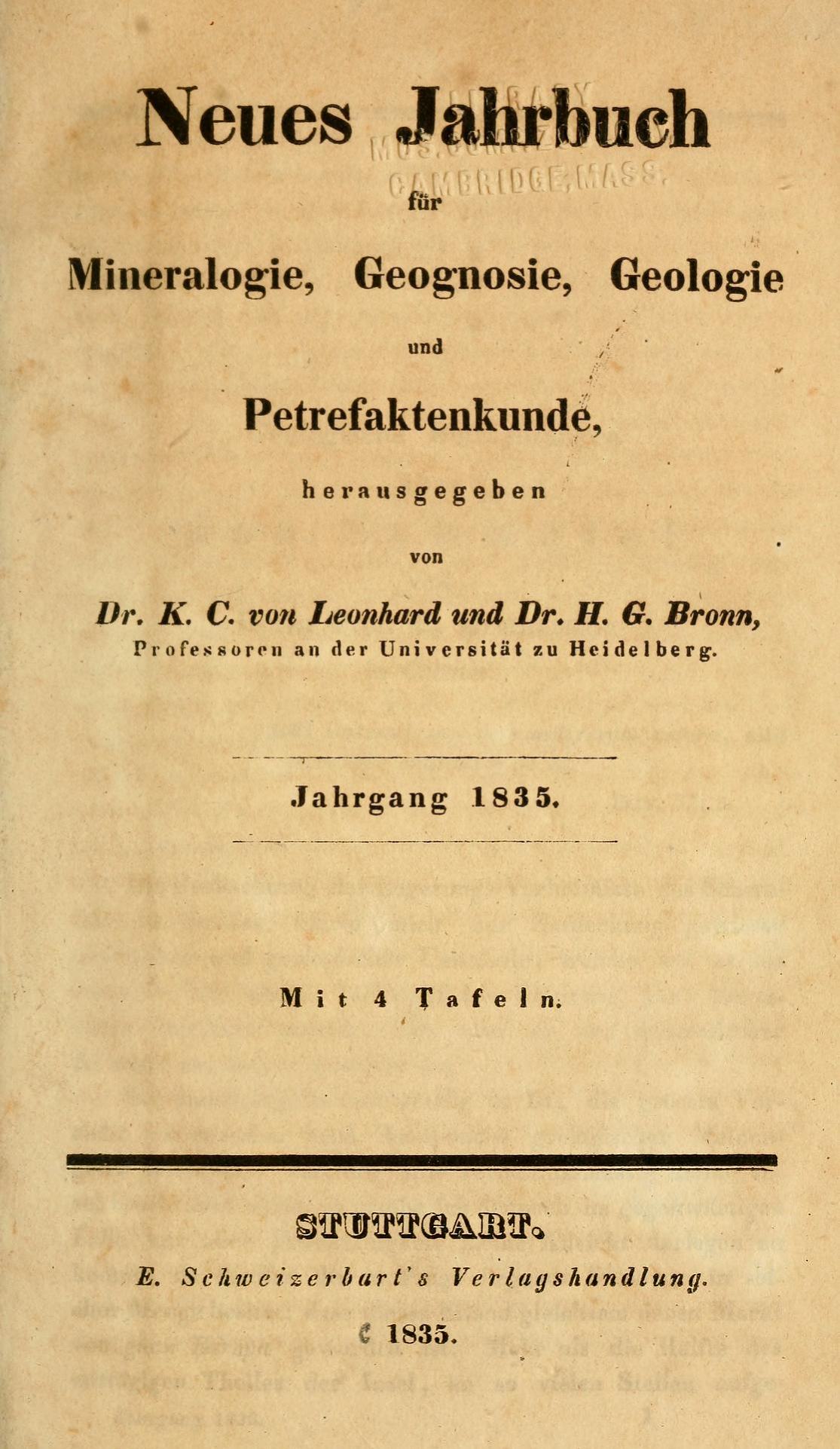
Titelblatt der 1835er Ausgabe des Neuen Jahrbuchs für Mineralogie, Geognosie, Geologie und Petrefakten-Kunde

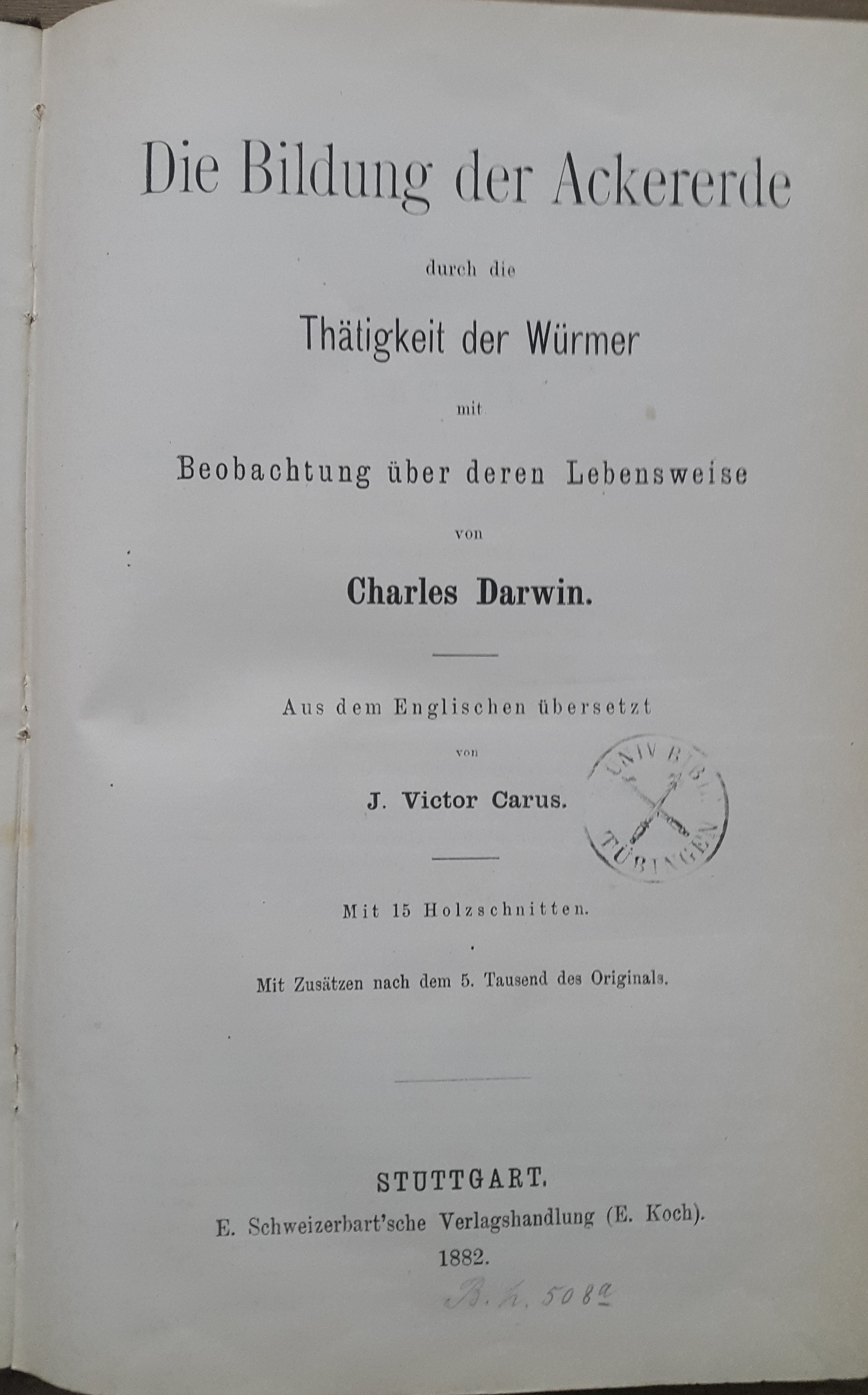
Charles Darwin: Die Bildung der Ackererde durch die Tätigkeit der Würmer, Übersetzung 1882

Die E. Schweizerbart’sche Verlagsbuchhandlung (auch kurz E. Schweizerbart) ist ein Wissenschaftsverlag mit Sitz in Stuttgart. Der Schwerpunkt war frühzeitig Naturwissenschaften, Lehr- und Schulbücher und besteht speziell in Geo- und Umweltwissenschaften (Geologie, Mineralogie, Paläontologie, Geographie, Meteorologie), Biologie (Botanik, Zoologie), Anthropologie und Gewässerökologie.
Er wurde 1826 als Expedition des Werkes unserer Zeit von Wilhelm Emanuel Schweizerbart in Stuttgart gegründet und erhielt 1830 den Namen E. Schweizerbart’sche Verlagsbuchhandlung. 1841 übernahm dessen Neffe Christian Friedrich Schweizerbart (1805–1879).
Im Verlag erschien im 19. Jahrhundert unter anderem Eduard Mörike und Historisches, aber auch Übersetzungen von Charles Darwin. Sie verlegen neben Büchern auch Zeitschriften.
Hier erscheinen die Veröffentlichungen der Bundesanstalt für Geowissenschaften und Rohstoffe (BGR) und des Niedersächsischen Landesamts (LBEG) wie das Geologische Jahrbuch und die Veröffentlichungen der Senckenberg Gesellschaft für Naturforschung. Auch die Zeitschrift der Deutschen Gesellschaft für Geowissenschaften, die Zeitschrift für Angewandte Geologie, das Neue Jahrbuch für Geologie und Paläontologie (gegründet 1807), Palaeontographica, das Neue Jahrbuch für Mineralogie, den Jahresbericht und die Mitteilungen des Oberrheinischen Geologischen Vereins, die Berichte der Deutschen Mineralogischen Gesellschaft (gegr. 1848/49) und das Zentralblatt für Geologie und Paläontologie erscheinen bei Schweizerbart.
Die Firma ist in Privatbesitz. Zur Bündelung von Synergien hat sie sich mit dem „Schwesterverlag“ (seit 1967) Gebrüder Borntraeger Verlagsbuchhandlung zusammengetan, der ebenfalls einen Schwerpunkt in Geowissenschaften hat und in Stuttgart sitzt, aber nach Angaben des Verlags formal unabhängig ist.
1977 erhielt der Verlag die Naumann-Thienemann-Medaille.